# Johnny Valentine
John Theodore Wisniski (22 de septiembre de 1928 – 24 de abril de 2001) fue un luchador profesional estadounidense más conocido como Johnny Valentine, con una carrera que abarca casi tres décadas. Se ha instalado en cuatro salones de la fama por sus logros en la lucha. Wisniski fue el padre del luchador profesional Greg "The Hammer" Valentine. Fue campeón del mundo con numerosos títulos regionales, incluido el Campeonato de los Estados Unidos de la NWA y el Campeonato Mundial Peso Pesado. Llevó mucho tiempo enfrentando a rivalidades como Bobo Brazil, Pat O'Connor, Buddy Rogers, Antonio Rocca, Lou Thesz, Harley Race, The Sheik, Wahoo McDaniel, Fritz von Erich, Bruno Sammartino, Johnny Powers, Antonio Inoki y Jack & Jerry Brisco. Él se alternaba entre ser un villano (heel) y un héroe (babyface) durante la época dorada en la década de 1940 hasta 1960 de la lucha libre.
En 1975, fue herido en un accidente aéreo y sufrió una fractura en la espalda, viéndose obligado a retirarse de la lucha libre. Trabajó brevemente como manager antes de retirarse por completo. Él sufrió de varios problemas de salud durante su carrera, lo que empeoró considerablemente después de una caída en 2000. Marshall murió al año siguiente.

## Carrera

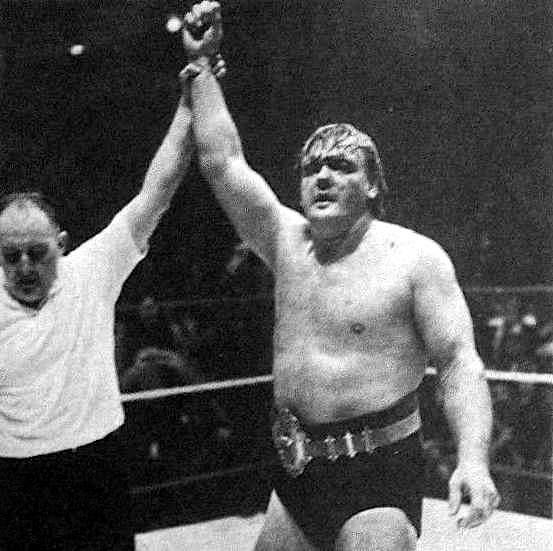
Johnny Valentine como Campeón de Peso Pesado en 1975.

Wisniski debutó como luchador profesional en 1947, la lucha libre Karl Nowena en Buenos Aires. El día de año nuevo de 1950, Buddy Rogers derrotó a Wisniski en la final de un torneo de título de los Estados Unidos. También compitió en el territorio Capitol Wrestling de la NWA. Jerry Graham, quien fue un cotitular de la versión en el noreste de la NWA United States Tag Team Championship, seleccionó en noviembre de 1959 a Wisniski para hacerse cargo del título de su socio herido Graham. Ellos perdieron los títulos en abril del año siguiente, pero Wisniski tomó un nuevo socio, Buddy Rogers, para recuperar el campeonato al derrotar a The Fabulous Kangaroos el 19 de noviembre de 1960. La rivalidad de Wisniski con los Kangaroos continuo, luego los Kangaroos recuperaron los títulos en una revancha la semana siguiente. Así Wisniski pasó más de un año sin celebrar un campeonato antes de unirse con una nueva pareja, esta vez Bob Ellis, para derrotar a los Kangaroos y recuperar los campeonatos.

## Campeonatos y logros
- All Japan Pro Wrestling

- NWA International Tag Team Championship (Japan version) (1 vez) – con Killer Karl Krupp
- NWA United National Championship (1 vez)

- Capitol Wrestling Corporation/World Wide Wrestling Federation

- NWA United States Tag Team Championship (Northeast version) (3 veces) – con Buddy Rogers (1), Bob Ellis (1), y Dr. Jerry Graham (1)
- WWWF United States Tag Team Championship (1 vez) – con Tony Parisi

- Championship Wrestling from Florida

- NWA Brass Knuckles Championship (Florida version) (1 vez)
- NWA Florida Heavyweight Championship (3 veces)
- NWA Southern Heavyweight Championship (Florida version) (1 vez)
- NWA Southern Tag Team Championship (Florida version) (1 vez) – con Boris Malenko

- IHW Entertainment

- Hall of Fame (Class of 2010)

- International Wrestling Association (Chicago)

- IWA International Heavyweight Championship (Chicago version) (1 vez)

- International Wrestling Association (Montreal)

- IWA International Heavyweight Championship (Montreal version) (1 vez)

- Maple Leaf Wrestling

- NWA International Tag Team Championship (Toronto version) (5 veces) – con Bulldog Brower (1), The Beast (1), Jim Hady (1), y Whipper Billy Watson (2)
- NWA United States Heavyweight Championship (Toronto version) (7 veces)

- Mid-Atlantic Championship Wrestling

- NWA Mid-Atlantic Heavyweight Championship (2 veces)
- NWA United States Heavyweight Championship (Mid-Atlantic version) (1 vez)

- Mid-South Sports

- NWA Georgia Heavyweight Championship (2 veces)

- NWA Detroit

- NWA United States Heavyweight Championship (Detroit version) (3 veces)
- NWA United States Television Championship (3 veces)

- NWA Los Angeles

- NWA "Beat the Champ" Television Championship (1 vez)

- NWA Mid-Pacific Promotions

- NWA Hawái Tag Team Championship (1 vez) – with Ripper Collins

- NWA Minneapolis Wrestling and Boxing Club

- NWA World Tag Team Championship (Minneapolis version) (1 vez) – con Chet Wallick

- NWA Western States Sports

- NWA North American Heavyweight Championship (Amarillo version) (1 vez)

- National Wrestling Federation

- NWF Heavyweight Championship (2 veces)
- NWF North American Heavyweight Championship (2 veces)

- Pro Wrestling Illustrated
  - PWI Most Inspirational Wrestler of the Year (1973)[5]
  - PWI Stanley Weston Award (awarded posthumously) in 2001

- Professional Wrestling Hall of Fame and Museum

- (Class of 2006)

- Southwest Sports, Inc./NWA Big Time Wrestling

- NWA Brass Knuckles Championship (Texas version) (2 veces)
- NWA American Heavyweight Championship (1 vez)
- NWA American Tag Team Championship (3 veces) – con Wahoo McDaniel (2) y Thunderbolt Patterson (1)
- NWA Texas Heavyweight Championship (8 veces)
- NWA Texas Tag Team Championship (1 vez) – con Rip Rogers
- NWA United States Heavyweight Championship (Texas version) (1 vez)1

- St. Louis Wrestling Club

- NWA Missouri Heavyweight Championship (1 vez)

- Stampede Wrestling

- NWA Canadian Heavyweight Championship (Calgary version) (2 veces)
- Stampede Wrestling Hall of Fame

- St. Louis Wrestling Hall of Fame
  - (Class of 2007)

- Wrestling Observer Newsletter awards

- Wrestling Observer Newsletter Hall of Fame (Class of 1996)

1Este campeonato se cambió el nombre de NWA American Heavyweight Championship en mayo de 1968. Pasando a llamarse WCWA World Heavyweight Championship después de la retirada de Clase Mundial de la NWA en febrero de 1986.